# Tampa Red
Tampa Red, född Hudson Woodbridge 1904 i Smithville, Georgia, död 19 mars 1981 i Chicago, Illinois, var en amerikansk bluessångare, låtskrivare och gitarrist.
Han föddes i Smithville, Georgia men växte upp hos sin mormors familj i Tampa, Florida, och han tog även deras efternamn, Whittaker. Som artist kallade han sig Tampa Red, där den andra delen av namnet, "Red", kom från hans hårfärg. I mitten av 1920-talet flyttade han till Chicago där han fick sitt genombrott när han spelade med Ma Rainey och träffade pianisten Thomas A. Dorsey. Han blev även nära vän med Big Bill Broonzy. Under sin över 30 år långa karriär spelade han även pop och rhythm and blues. Sina sista skivor spelade Tampa Red in på 1960-talet.
Tampa Red anses vara en viktig person inom bluesen och influerade med sina låtar och slidegitarrspel bland andra Muddy Waters och Elmore James. Han valdes in i Blues Hall of Fame 1981, samma år som han dog.